# Italiaanse Rivièra

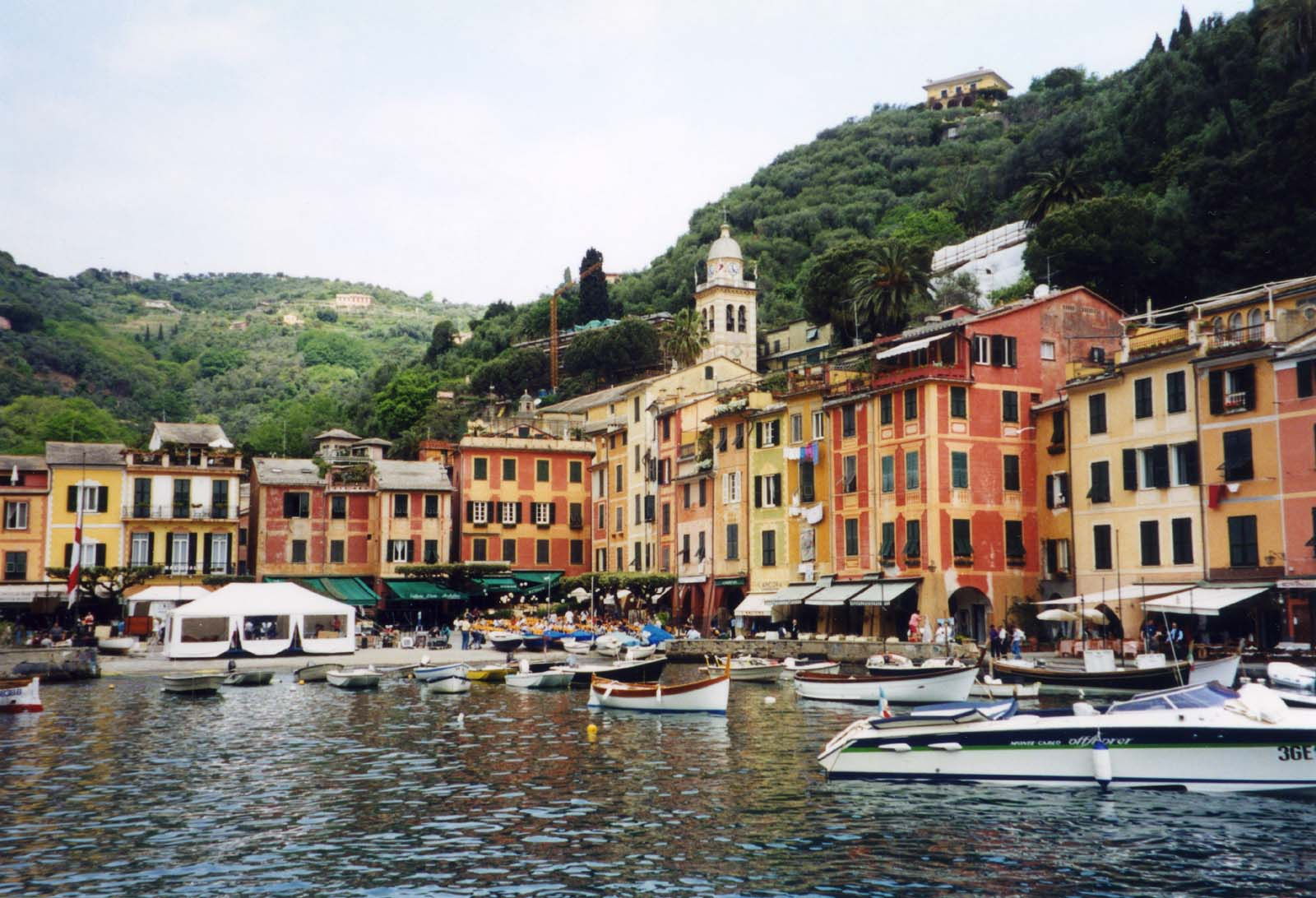
Haven van Portofino

De Italiaanse Rivièra is een deel van de kust van Italië die loopt van de grens met Frankrijk tot Toscane. De kuststrook ligt aan de Ligurische Zee en wordt ook de Ligurische kust genoemd.
De Rivièra is gelegen zowel ten westen als ten oosten van de havenstad Genua. In het Italiaans wordt het oostelijke deel Riviera di Levante genoemd en het westelijke deel Riviera di Ponente. De Riviera di Ponente eindigt bij Ventimiglia. Het westelijk deel wordt Riviera dei Fiori (Bloemenrivièra) genoemd.
Een aantal plaatsen aan de Italiaanse Rivièra geniet internationale bekendheid, zoals Portofino, Bordighera, Lerici en Cinque Terre.